# ヒメナエ
ヒメナエ Mitrasacme indica はマチン科の植物の1つ。ごく小さな草で、白い小さな花を葉腋に1つずつつける。

## 特徴
ごく小さな1年生の草本。茎は立ち上がるが柔らかくて弱く、高さ5-10cm。下部で分枝することが時にあり、全体にまばらに葉をつけ、茎葉共に毛がない。葉は対生に出て、披針形から線形で長さ3-8mm、幅1-2mm。目に付くのは1本の主脈だけで、葉の先端は尖っている。
花期は8-9月。茎の上の方の部分の葉腋から1つずつ花を出す。花柄は細くて長さ7-20mmで、表面には粒状の突起がまばらにある。萼は鐘形で1/3ほどまで4つに裂ける。花冠は鐘形で白く、先端は4つに裂け、径2.5mm。蒴果は径2.5mmほど、球形で先端に根元が2つに裂けた花柱が残る。

## 分布と生育環境
日本では本州から琉球にまで分布し、国外では朝鮮半島、中国、マレーシア、インド、ミクロネシア、オーストラリアにまで分布する。更に北のロシアの沿海地方ハサン地区からも記録が一回だけある。
またオーストラリアからの記録は後述のように類似のオーストラリア産の種との関係から疑問視する向きもある。
暖地に出るもので、日当たりのよい低湿地に生育する。国外では水田雑草としてふるまうことも知られており、上記の分布域の広さにはそれに関わっての人為的な分布拡大があった可能性も指摘されている。

## 類似種など
本種の属するアイナエ属は東アジアからオーストラリア、ニュージーランドにかけて35種ほどが知られるが、日本には本種以外には以下の1種のみがある。
- M. pygmaea アイナエ

やはりごく小型の1年生草本で草丈が10cm足らず、花は白くて径2.5mmなど、本種と同じような大きさの植物であるが、概形は全くと言っていいほどに異なる。本種が細長い茎の葉腋に1つずつ花をつけるのに対して、この種では茎がごく短くて1cm程しかなく、その先から長い花茎が出るので、その草丈の大部分は花茎である。従って葉は植物体のごく基部のところに集中し、また花は花茎の上に複数個を散形状につける。
オーストラリアは本属が最も多く産する地域であり、最大の見積もりで本属の種が55種、そのうちオーストラリアには50種があって、そのうちの43種が固有種とされる。そのうちの M. prolifera は本種とよく似ていて本種をこの種のシノニムとする説もあった。ただしこの M. prolifera 自体もその存在が不明確で、むしろ更に別種とされている M. nummularia との関連が考えられる。M. nummularia は多形的な種であり、複数種の種群とみた方がいいとも言われ、この部分はさらなる研究が必要とされる。現時点では本種の存在は、少なくともオーストラリア以外の地域では強く支持されている。

## 保護の状況
環境省のレッドデータブックでは絶滅危惧II類に指定されている。府県別では17の県で指定があり、また奈良県では絶滅としている。同属のアイナエでは環境省で指定がなく、府県別では非常に多くのところで指定があるのに比べると対照的とも見える。ごく背の低い草であることから草刈りなどの管理がされないと消滅する生育地が多いことが危惧されている。